# Saint-Wenceslas
Saint-Wenceslas es un municipio canadiense situado en la provincia de Quebec.

## Superficie
Saint-Wenceslas tiene una superficie de 79,57 km².

## Demografía
En 2021, tenía 1167 habitantes, una densidad poblacional de 14,7 hab./km², y 551 viviendas.